# Восточнолужицкое наречие

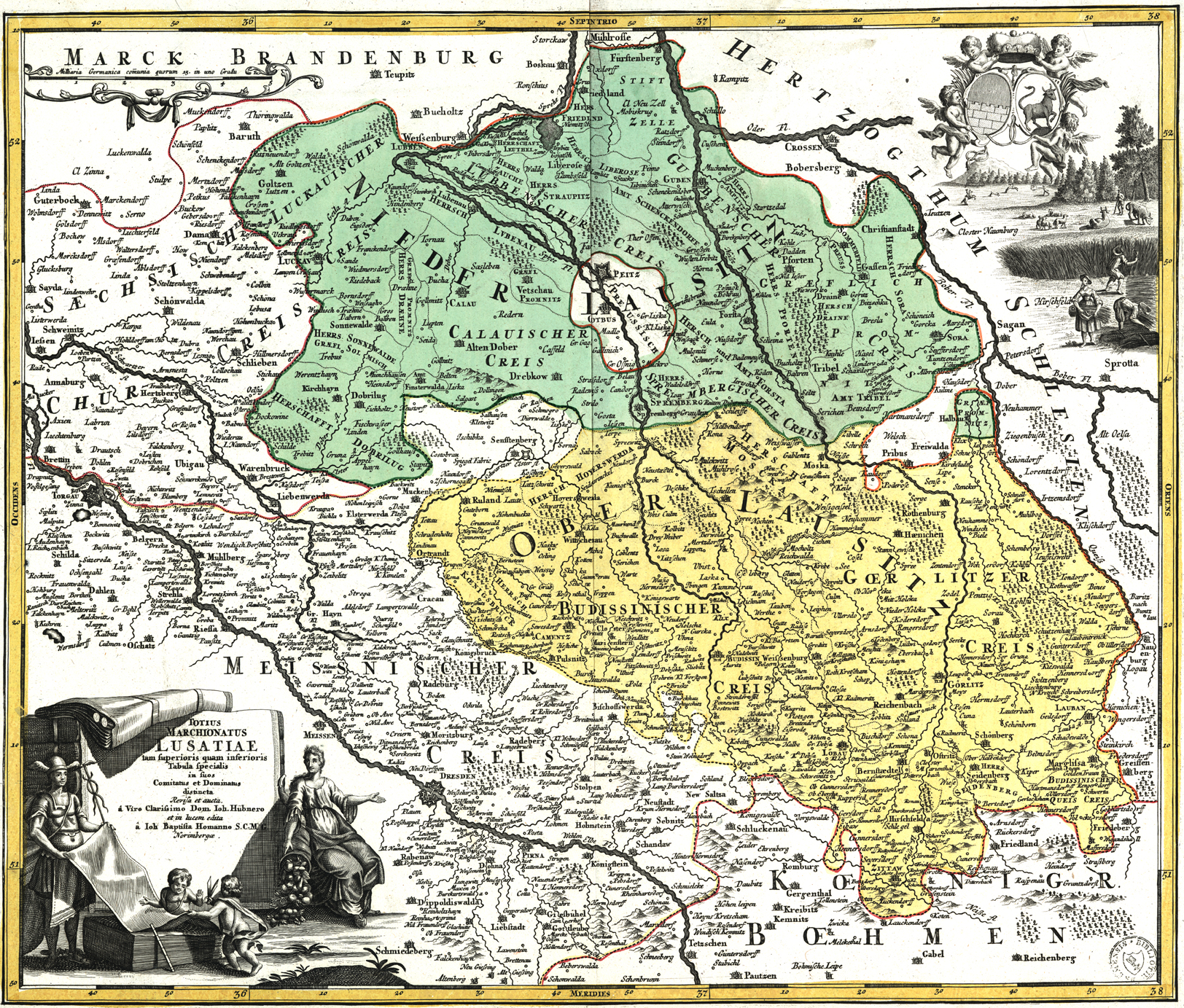
Карта Нижней и Верхней Лужицы первой половины XVIII века

Восточнолужи́цкое наре́чие (восточнолужицкий, мужаковский диалект) — одна из диалектных групп серболужицкого языка, выделяемая некоторыми лингвистами (Л. В. Щербой и др.) наряду с нижнелужицким и верхнелужицким наречиями. По общепринятой классификации говоров лужицких языков одна часть вымерших к началу XX века восточнолужицких диалектов включается в состав нижнелужицкой диалектной группы, другая (мужаковский диалект) — в состав нижнелужицко-верхнелужицких переходных диалектов.
В XVI—XVII вв. восточнолужицкие диалекты были распространены в Нижней Лужице к востоку от реки Нысы (Нейсе) (в междуречье Нысы и Бубра), к XIX веку территория их распространения сократилась до окрестностей города Мужакова (в.-луж. Mužakow, нем. Bad Muskau), в конце XIX — начале XX вв. носители восточнолужицких диалектов почти полностью перешли на немецкий язык. В отличие от других диалектов серболужицкого в восточнолужицких были шире распространены черты, сближавшие их с говорами польского языка. Изучением этого наречия (сохранившегося к тому времени мужаковского диалекта) занимался российский лингвист Л. В. Щерба, посетивший Лужицу по совету И. А. Бодуэна де Куртенэ в 1907, 1908 и 1913 гг.
Л. В. Щерба был первым, кто стал рассматривать восточнолужицкие диалекты как третью крупную диалектную группу лужицкого языка. В своей работе 1915 года «Восточнолужицкое наречие» он сделал вывод о том, что архаичный мужаковский диалект, который нельзя отнести по лингвистическим признакам ни к верхнелужицкому, ни к нижнелужицкому, является сохранившейся к тому времени частью самостоятельного восточнолужицкого наречия. С критикой этого утверждения выступали многие слависты, в их числе А. А. Шахматов. Г. Шустер-Шевц (H. Schuster-Šewc), сторонник точки зрения о двух изначально самостоятельных серболужицких языках, выделявший в классификации серболужицких памятников письменности особо восточнонижнелужицкие (на территории восточной части Нижней Лужицы) наряду с верхнелужицкими и западнонижнелужицкими памятниками, также считал ошибочным выделение третьей самостоятельной лужицкой диалектной единицы; диалекты, объединяемые под понятием «восточнонижнелужицкий» он относил к нижнелужицко-польским переходным диалектам. Согласно классификации, предложенной А. Мукой (Mucke K. E.) в конце XIX века, составленной до появления работ Л. В. Щербы, на востоке исторической области Нижняя Лужица (на территории современной Польши) выделяются вымершие нижнелужицкие диалекты: жаровский диалект (к востоку от реки Нысы в окрестностях Жарова и Жемры) и губинский диалект (в окрестностях Губина и к востоку от него), а также переходный от нижнелужицких к верхнелужицким мужаковский диалект (в окрестностях Мужакова на территории современной Германии).
Памятники письменности на восточнолужицких диалектах известны с XVI века. В основе «Нового завета» М. Якубицы 1548 года лежит вымерший жаровский диалект, «Энхиридион Вандаликум» («Enchiridion Vandalicum») А. Тары (A. Tharaeus) 1610 года, написанный на вымершем шторковском диалекте (север нижнелужицкого ареала на лужицко-полабской языковой границе), вероятнее всего, отражает также черты жаровского и мужаковского диалектов.